# 츠산 문화
츠산 문화(중국어 정체자: 磁山文化, 병음: císhān wénhuà Cishan culture[*], 기원 전 6000년경 - 기원 전 5500년경)은 중국 화북의 황하 하류 지역에 있었던 신석기 시대의 문화이다.

## 개요
허베이성 남부를 중심으로 발견되었다. 츠산 문화는 잡곡 재배를 중심으로 한 농업을 하였으며, 마석이나 돌도끼 등의 석기, 삼족의 도기가 많이 발견되었다.
츠산 문화는 바로 남쪽의 허난성 일대에서 발견되고 있는 페이리강 문화와 공통점이 많아, 츠산-페이리강 문화, 또는 페이리강-츠산 문화라고도 한다. 또 동쪽의 산둥성에서 발견된 베이신 문화와도 공통점을 가진다.
표식 유적은 허베이성 한단 시에 속하는 우안 시의 츠산에서 발견된 츠산 유적이다. 츠산 유적은 8만 m2의 넓은 면적을 가지고 있고, 그 주거는 원형의 수혈식 주거였다. 유적에서는 돼지, 개, 닭을 기른 흔적이 남아있고, 돼지를 주된 식용육으로 하고 있었다. 또 어로도 생계의 수단이며, 물고기를 잡아는 먹은 흔적도 남아 있다.
츠산 유적에서는 지하에 만든 저장용 구멍(교혈)이 500개 이상 발견되어 잡곡을 저장하고 있었던 것을 알 수 알 수 있다. 가장 큰 교혈은 깊이 5m로 1,000 kg 정도의 잡곡을 저장할 수 있었다.

## 같이 보기
- 중국의 신석기 문화 목록
- 페이리강 문화